# 印度共和國歷史
印度共和國的歷史是從1950年1月26日開始的。這個國家原來是英属印度诸省，在1947年8月15日印度在與巴基斯坦分治後實現獨立，但仍然留在英联邦內。以穆斯林為主的東部及西北部地區，後來因著印巴分治，後來獨立成為巴基斯坦自治領。印巴分治造成超過一千萬人在印度和巴基斯坦之間的人口移動，死亡的約有一百萬人。印度国民大会党領袖贾瓦哈拉尔·尼赫鲁是第一任印度总理。印度的國父是印度独立运动的領導人圣雄甘地。新的印度宪法提到印度是民主國家。
印度面臨的問題有宗教暴力、種姓主義、纳萨尔派、恐怖主義及地區性分離主義的叛亂，特別是印控克什米爾獨立運動及北印度的分離主義。印度和中华人民共和国有領土爭議問題尚未解決（中印边界问题），因此在1962年發生中印边境战争，印度和巴基斯坦也有領土問題，因此有克什米尔战争、第二次印巴战争、1971年印巴战争及卡吉尔战争。印度在冷战中保持中立，是不结盟运动的領袖。印度的武器主要是從苏联所購買，而其主要敵國巴基斯坦和美國關係較密切，和中华人民共和国也有互動。
印度是核武器擁有國，其第一次核子試爆（微笑的佛陀）是在1974年，之後在1998年有另外五次核子試爆。印度從1950年代到1980年的政策是以社会主义政治经济学為主，經濟受到廣泛監管、贸易保护主义及公有制的影響，影響是無所不在的貪污及緩慢的經濟成長。印度自1991年起採行新自由主義經濟改革，使印度成為全世界依购买力平价GDP最三大、GDP快速成長的國家之一，不過貪污仍然是無所不在。現今的印度國家實力綜合指數領先，是希望在联合国安全理事会成為常任理事國的四國聯盟之一。許多經濟學家、軍事分析家及國際智庫都認為印度是潜在超级大国。

## 外部連結
- （页面存档备份，存于） BBC India profile